# زمین‌لرزه ۱۹۷۵ هایچنگ
زمین‌لرزه هایچنگ  در تاریخ ۴ فوریه ۱۹۷۵ میلادی، برابر با ‎۱۵ بهمن ۱۳۵۳، ساعت ۱۱:۳۶:۰۷ به زمان یوتی‌سی در چین ، منطقه هایچنگ رخ داد. ژرفای این زلزله ۱۵٫۸ کیلومتر بود، و بزرگی آن ۷ در مقیاس Mw اعلام شده‌است. زمین‌لرزه به وقت محلی در روز سه‌شنبه، ساعت ۱۹ روی داده و منطقه زمانی آن یوتی‌سی +۸ بوده‌است .
سازمان زمین‌شناسی آمریکا نیز رومرکز این زمین‌لرزه را در مختصات ۴۰°۳۸′۲۸″شمالی ۱۲۲°۳۴′۴۸″شرقی / ۴۰٫۶۴۱°شمالی ۱۲۲٫۵۸°شرقی و ژرفای آن را در ۳۳ کیلومتر گزارش کرده‌است. بزرگی برگزیدهٔ این سازمان از میان بزرگیهای محاسبه‌شدهٔ مختلف ۷ در مقیاس Mw بوده و از دید اثر، در میان چهار دسته‌بندی «نامحسوس»، «محسوس»، «زیان‌آور» یا «با تلفات»، زلزله را «با تلفات» اعلام کرده‌است.
شمار کشتگان زلزله حدود ۱۳۲۸ نفر بوده‌است.تعداد زخمیان ۱۶۹۸۰ نفر برآورده شده‌است.

## نشانه‌های پیش از وقوع
گزارش شده است که در چند ماه پیش از این زمین‌لرزه مقادیر زیادی گاز بد-بو از زمین خارج شده است. طی روزهای ۲۴ دسامبر تا ۳ فوریه، شدت این گازها به حدی بوده است که بنا به گزارش‌ها در یکی از کمون‌ها یک نفر بر اثر آن بی‌هوش شد؛ وسعت منطقهٔ دچار بوی گاز ۳ در ۹ مایل گزارش شده است. در ۸ ژانویهٔ آن سال، در یکی از کمون‌های منطقه مردم برای فرار از بوی بد گاز به خانه‌هایشان پناه بردند. یک شاهد عینی از خروج حباب‌های گاز از کف یک آب‌راه خبر داده است. افراد محلی از این گازها به عنوان «گاز زمین» یاد کرده‌اند. انتشار گاز در بخش بزرگی از منطقه از جمله در شهر لیاویانگ نیز گزارش شده است. گفته شده است که در ۲-۳ ساعت پایانی مانده به وقوع زمین‌لرزه، گازی با بوی عجیب و بسیار غلیظ، با رنگ‌های سیاه و سفید و غیریکنواخت، در شهر و در ارتفاع پایین فراگیر شده است که شعاع دید را به ۱۰ فوت محدود می‌کرده است. پس از پایان زمین‌لرزه این گازها به سرعت محو شدند.
همچنین دمای هوا در شهر هایچنگ افزایش ناگهانی داشته است. به گزارش یک گروه ویژهٔ بررسی که با هواشناسی استان لیائونینگ همکاری داشته است، دو ساعت پیش از صبح روز وقوع زمین‌لرزه، دمای هوا ۲۴ درجهٔ فارنهایت افزایش داشته است. با این وجود در شهرهای دیگر این منطقه چنین افزایش دمایی گزارش نشده است، به طوری که برای مثال در شهر دالیان افزایش دما تنها ۴ درجه بوده است که برای ساعات پس از طلوع خورشید طبیعی است.
یک نظریه در زمینهٔ علت نشر این گازها این است که ترک‌هایی در پوستهٔ زمین به وجود آمده است که باعث خروج گازها از اعماق زمین شده‌اند؛ اما این نظریه اثبات نشده است و این احتمال وجود دارد که خروج این گازها مربوط به یک پدیدهٔ جوّیِ نامرتبط به زمین‌لرزه بوده است.
تغییرات در ارتفاع زمین و سطح آب‌ها، رفتار غیرعادی حیوانات در سطح گسترده گزارش شده بودند.
گسیل نور از زمین از دیگر پدیده‌های گزارش‌شده پیش از وقوع زمین‌لرزهٔ هایچنگ بوده است.
پیش‌لرزه‌ها با نزدیک‌شدن زلزلهٔ اصلی افزایش یافت و عامل اصلی صدور هشدار تخلیه بود.

## تخلیهٔ هایچینگ
بر پایهٔ نشانه‌های گزارش‌شده، وقوع احتمالی زمین‌لرزه پیش‌بینی شد و بیشتر جمعیت مسکون در سازه‌های ناایمن در منطقه تخلیه شدند.
یک روز پیش از زمین‌لرزهٔ اصلی دستور تخلیهٔ شهر هایچنگ با حدود ۱ میلیون نفر جمعیت صادر شد.
تخمین زده می‌شود که جان ده‌ها هزار نفر به این طریق حفظ شد؛ به طوری اگر تخلیه صورت نمی‌گرفت شمار کشته‌شدگان از ۱۵۰٬۰۰۰ نفر می‌گذشت.
شیوهٔ محلی ساخت خانه‌ها و زمان وقوع زمین‌لرزه (ساعت ۱۹:۳۰ به وقت محلی)، از دیگر عوامل کاهش شمار تلفات بوده است.